# Герун, Владимир
Владимир Герун (укр. Володимир Герун; род. 25 марта 1994[…], Днепропетровск) — украинский профессиональный баскетболист, выступающий за японский клуб «Осака Ивесса».

## Игровая карьера
Герун начал с клуба своего родного города БК «Днепр» в сезоне Украинской баскетбольной Суперлиги 2011/2012 .
В 18 лет Владимир Герун уехал из родной Украины в американский NCAA Division I.
После своего пребывания в Соединенных Штатах он вернулся в Европу. В Испании он постепенно поднимался по ступеням от LEB Plata, пока не достиг Liga ACB .
В 2015 году он присоединился к «Хетафе», фарм-клубу «Фуэнлабрады», из которой он перешёл в «Форса Льейда» из LEB Oro, затем в «Клавихо». Его хорошие выступления в обоих клубах вызвали интерес у «Барселоны», которая включила его в свою вторую команду «Барселона Б» на сезон 2017/2018 LEB Oro.
В сезоне 2017/2018 он сыграл 30 игр, в которых в среднем за 29 минут он набирал 14,8 очка, 8 подборов, 1,6 передачи и 5 фолов. Несколько раз признавался лучшим игроком матча.
В июле 2018 года он подписал контракт с «Бреоганом» на один год.
Герун подписал контракт с «Малагой» на сезон ACB 2019/2020 вместе с Деоном Томпсоном. Герун подписал контракт на три сезона, но с оговорками для обеих сторон.
17 августа 2021 года он подписал контракт с «Бююкчекмедже» из чемпионата Турции.

## Национальная команда
Герун был членом сборной Украины по баскетболу на взрослом уровне, а также на юниорском уровне до 18 и до 16 лет.

## Статистика

### Статистика в NCAA
| Сезон | Команда        | Conf           | Class          | GP | GS | MPG  | FG%  | 3P%  | FT%  | RPG | APG | SPG | BPG | PPG |
| --- | -------------- | -------------- | -------------- | -- | -- | ---- | ---- | ---- | ---- | --- | --- | --- | --- | --- |
| 2012/13 | Уэст Вирджиния | Big 12         | SO             | 7  | 0  | 4,7  | 23,1 | 0,0  | 75,0 | 0,7 | 0,0 | 0,0 | 0,3 | 1,3 |
| 2013/14 | Портленд       | WCC            | JR             | 31 | 0  | 11,2 | 43,5 | 30,0 | 64,9 | 2,0 | 0,3 | 0,4 | 0,3 | 3,5 |
| 2014/15 | Портленд       | WCC            | SR             | 33 | 30 | 24,3 | 49,8 | 23,1 | 67,0 | 6,0 | 0,8 | 0,7 | 1,2 | 8,4 |
| Всего | Всего          | Всего          | Всего          | 71 | 30 | 16,6 | 46,9 | 20,7 | 66,7 | 3,7 | 0,5 | 0,5 | 0,7 | 5,5 |
| Уэст Вирджиния | Уэст Вирджиния | Уэст Вирджиния | Уэст Вирджиния | 7  | 0  | 4,7  | 23,1 | 0,0  | 75,0 | 0,7 | 0,0 | 0,0 | 0,3 | 1,3 |
| Портленд | Портленд       | Портленд       | Портленд       | 64 | 30 | 17,9 | 47,9 | 26,1 | 66,4 | 4,1 | 0,5 | 0,5 | 0,8 | 6,0 |
| Наведите курсор мыши на аббревиатуры в заголовке таблицы, чтобы прочесть их расшифровку Статистика приведена с сайта sports-reference.com |                |                |                |    |    |      |      |      |      |     |     |     |     |     |